# Reka (Abcházie)
Reka (abchazsky Река, gruzínsky რეკა – Reka) je vesnice v Abcházii v okrese Očamčyra. Leží přibližně 18 km severovýchodně od okresního města Očamčyra. Obec sousedí na západě s Pakvašem, který odděluje říčka Ochurej, na severu a na východě s Agubediou v okrese Tkvarčeli a na jihu s Achuri a s Ačgvarou.
Oficiálním názvem obce je Vesnický okrsek Reka (rusky Рекинская сельская администрация, abchazsky Река ақыҭа ахадара). Za časů Sovětského svazu se okrsek jmenoval Rekinský selsovět (Рекинский сельсовет).

## Části obce
Součástí Reky jsou následující části:
- Reka (Река)
- Reka-Agu (Река-агәы)
- Sačina (Сачина / Сачына)
- Džgjerian (Џьгьериан)

## Historie
S koncem 19. století, kdy byla Reka administrativně součástí obce Bedia, byl již celý historický region Samurzakan rozdělen na dvě jazykové zóny, abchazskou a megrelskou, kdy abcházština přetrvala v kopcích nad nížinou, kterou obsadili megrelové.
V celém současném okresu Očamčyra je Reka jedinou obcí, jež nikdy nebyla součástí historického regionu Abžua, protože byla vždy součástí Samurzakanu. Na začátku 30. letech ale proběhla v Abcházii správní reforma, kdy byly staré ruské ujezdy nahrazeny rajóny. Tehdy byla stanovena nová hranice mezi rajóny Očamčyra a Gali a Reka se stala spolu s Agubediou a Čchvartalem součástí prvního jmenovaného na etnolingvistickém základu, který požadoval například abchazský bolševik Efrém Ešba v roce 1925 ve svém článku „Požadovali jsme a dostali jsme skutečně nezávislou sovětskou Abcházii“ (Мы требовали и получили настоящую независимую Советскую Абхазию).
Tato správní reforma umožnila otevření školy v obci s vyučovacím jazykem abchazským, neboť v galském rajónu nebyly otevřeny vůbec žádné. Díky tomu zůstaly tyto tři obce jedinými z celého někdejšího Samurzakanu, kde se obyvatelé hlásí k abchazskému národu a mluví abchazsky.
Během války v Abcházii v letech 1992-1993 ovládali Reku abchazští partyzáni. Po skončení války zůstala po další správní reformě Reka součástí okresu Očamčyra.

## Obyvatelstvo
Dle nejnovějšího sčítání lidu z roku 2011 je počet obyvatel této obce 438 a jejich složení následovné:
- 389 Abchazů (88,8 %)
- 45 Gruzínů (10,3 %)
- 4 příslušníci ostatních národností (0,9 %)

Před válkou v Abcházii žilo v obci bez přičleněných vesniček 263 obyvatel a celkově 501 obyvatel. V Rekinském selsovětu v roce 1959 žilo 658 obyvatel.